# 直殿監
直殿監，是明代宦官二十四衙门之一，掌管各殿院洒扫之事。

## 官制
- 掌印，一员；
- 佥书，无定员；
- 掌司，无定员。

## 首都人员

### 永乐时期
刘通

### 正德时期
馬永成

## 外部連結
- 明朝二十四衙門 （页面存档备份，存于）